# La Maison au bord du monde
La Maison au bord du monde (The House on the Borderland) est un roman de William Hope Hodgson publié en 1908.

## Histoire
Un vieillard habite avec sa sœur, vieille fille aussi, dans un manoir d’époque dans un coin perdu d’Irlande situé au bord d’un gouffre. Un jour des monstres à visage porcin attaquent. Le livre raconte le combat du solitaire contre eux, puis son voyage cosmique.

## Commentaires
H.P. Lovecraft

## Adaptations
Le roman a été adapté en bande dessinée par les Américain Richard Corben et Simon Revelstroke. Ce comic book a été publié en 2000 par Vertigo et traduit en français en 2003 par Toth.